# Phorcys (lune)
Phorcys est un satellite naturel de (65489) Céto. Il a été découvert le 11 avril 2006 par Keith S. Noll, Harold F. Levison, William M. Grundy et Denise C. Stephens à l'aide du télescope spatial Hubble. L'estimation du diamètre de Phorcys est de 171 kilomètres, plus des trois quarts de la taille de son primaire Céto qui est estimé à 223 ; le couple forme donc un transneptunien double.
Il est nommé d'après Phorcys.

## Référence
1. ↑  (en) « (65489) Ceto », sur johnstonsarchive.net